# 二牛所口镇
二牛所口镇，是中华人民共和国辽宁省沈阳市康平县下辖的一个乡镇级行政单位。

## 行政区划
二牛所口镇下辖以下地区：
大莫力克村、小莫力克村、兴胜村、单家窝堡村、界力台村、小齐家窝堡村、岔海挠村、刘家窝堡村、大王家窝堡村、任家窝堡村、敖汉窝堡村、李家窝堡村、二牛所口村和西王家窝堡村。